# وودسيد (بيدفوردشير)
وودسيد (بالإنجليزية: Woodside, Bedfordshire)‏ هي قرية تقع في المملكة المتحدة في بيدفوردشير.